# Lymfeklierbiopsie
Een lymfeklierbiopsie (of lymfklierbiopsie) is een medische ingreep waarbij een deel van een lymfeklier wordt weggenomen uit het lichaam (het nemen van een biopt), meestal voor onderzoek door een patholoog. Deze ingreep hoeft, in tegenstelling tot een lymfeklierextirpatie, niet plaats te vinden onder narcose. 
Een lymfeklierbiopsie vindt meestal plaats onder begeleiding van echografie. Het onderzoek wordt meestal verricht door een radioloog.
Een lymfeklierbiopsie is ruimer dan een lymfeklierpunctie, omdat de naald dikker is en de architectuur van de lymfeklier bewaard kan blijven (bij een punctie kan dat niet). Een lymfeklierbiopsie geniet bij een mogelijke maligniteit veelal de voorkeur boven een lymfeklierpunctie. Bij het stellen van een primaire diagnose echter, wordt een lymfeklierextirpatie toegepast.
Indicaties voor het onderzoek zijn onder andere een verdenking van lymfeklierkanker.